# Solange Park
Solange Park é um bairro da cidade brasileira de Goiânia, localizado na região oeste do município. É subdividido em três loteamentos, além de casas registradas como "Chácara Solange Park".
Segundo dados da Prefeitura de Goiânia, o Solange Park faz parte do 38º subdistrito de Goiânia, chamado de João Braz. O subdistrito abrange os bairros Parque Industrial João Braz, Goiânia Viva, Lorena Park, Araguaia Park, Parque Paraíso e Condomínio Anhanguera.
Segundo dados do Instituto Brasileiro de Geografia e Estatística (IBGE), divulgados pela prefeitura, no Censo 2010 a população do Solange Park, com todas as suas subdivisões, era de 4 457 pessoas.